# Søren Huss
Søren Huss (født 6. september 1975 i Nyborg) er en dansk sanger, sangskriver og musiker, der er bedst kendt som forsanger og tekstforfatter i rockbandet Saybia, dannet i Nyborg i januar 1993. Bandet har siden september 2008 holdt pause. I oktober 2010 udgav Huss sit første soloalbum med titlen Troen & Ingen på Universal, som blev vel modtaget af de danske anmeldere og opnåede kommerciel succes. Med 20.000 solgte eksemplarer solgte pladen til platin.
For albummet modtog Huss' prisen som Årets danske mandlige kunstner ved Danish Music Awards 2011. I 2012 udsendte Huss' sit andet album Oppefra & Ned, et up-tempo album uden kærlighedssange, som modtog guld for 10.000 solgte eksemplarer.
Søren Huss medvirker på Nik & Jay's EP Copenhagen Pop Cartel i 2013 på nummeret "Ocean Of You".

## Privat
Huss har datteren Ronja med skolelæreren Camilla Jørgensen, der omkom ved en højresvingsulykke i Valby den 17. december 2007.

## Hæder
Danish Music Awards
| År   | Modtager/nomineret arbejde | Pris                                         | Resultat  |
| ---- | -------------------------- | -------------------------------------------- | --------- |
| 2011 | Søren Huss                 | Årets Danske Mandlige Kunstner               | Vundet    |
| 2019 | Søren Huss                 | Årets danske sangskriver (for MidtlivsVisen) | Nomineret |

Årets Steppeulv
| År   | Modtager/nomineret arbejde | Pris        | Resultat |
| ---- | -------------------------- | ----------- | -------- |
| 2018 | MidtlivsVisen              | Årets Album | Vundet   |

## Diskografi
som Søren Huss
- Troen & Ingen (2010)
- Oppefra & Ned (2012)
- MidtlivsVisen (2017)
- Sort Og Hvid Til Evig Tid (2019)
- Vi Fik Mere, End Vi Kom For (2024)

med Saybia
- The Second You Sleep (2002)
- These Are the Days (2004)
- Eyes on the Highway (2007)
- No Sound from the Outside (2015)

med Nik & Jay
- "Ocean Of You" (2013, single)